# Крв и вино
Крв и вино (енгл. Blood and Wine) амерички је криминалистички трилер филм из 1996. године у режији Боба Рафелсона, по сценарију Ника Вилијеса и Алисон Крос. Главне улоге тумаче: Џек Николсон, Стивен Дорф, Џенифер Лопез, Џуди Дејвис и Мајкл Кејн.

## Радња
Алекс Гејтс (игра га Николсон) је трговац вином из Мајамија. У последње време посао му не иде најбоље, супруга Сузан (коју глуми Дејвис) је незадовољна њиховим браком и финансијским проблемима, а син Џејсон (којег игра Дорф) годинама га игнорише. Због овога, Алексова једина утеха је романтична веза са прелепом Габријелом (коју глуми Лопез), која ради као домаћица у вили богаташа Риса (кога глуми Џон Сајц). Алекс одлучује да опљачка Рисову кућу и у ту сврху ангажује старог, искусног лопова Виктора (којег игра Кејн) који успева да украде дијамантски накит вредан 1,3 милиона долара...